# Анрі Коше
Анрі Жан Коше (фр. Henri Jean Cochet;фр.: [ɑ̃ʁi ʒɑ̃ ˈkɔʃɛ]; нар. 14 грудня 1901 — пом. 2 квітня 1987) — французький тенісист. Він був гравцем світового рейтингу № 1 і членом відомих «чотирьох мушкетерів» з Франції, які домінували в тенісі наприкінці 1920-х — на початку 1930-х років.
Народившись у місті Віллербанн, Рона, Коше виграв загалом 22 турніри, включаючи сім одиночних розрядів Великого шолома, п'ять парних та три серед змішаних пар. Крім того, він виграв три сингли, два парні та один змішаний парний турнір ILTF. Він також виграв один професійний турнір в одиночному розряді. За свою основну кар'єру він виграв одиночний та парний титули на трьох різних поверхнях: глині, траві та дереві. Чотири роки поспіль, 1928 — 1931 рр. А. Уолліс Майерс вважався гравцем № 1 у світі. Коше став професіоналом у 1933 р., але після менш ніж зоряної професійної кар'єри він був відновлений як любитель після закінчення Другої світової війни в 1945 р.
Чотири мушкетери були одночасно введені в Міжнародний тенісний зал слави в Ньюпорті, Род-Айленд в 1976 році. Коше помер у 1987 році у Парижі у віці 85 років.

## Раннє життя та сім'я
Анрі Коші народився 14 грудня 1901 року в Віллербанні в родині Густава Коше і Антуанетти Гайллетон. Його батько був садівником у тенісному клубі «Ліонез», де Анрі працював хлопчиком, який подає м'яч і, отже, мав можливість безкоштовно займатися. Він почав грати у вісім років разом зі своєю сестрою. Президент клубу, власник шовкової фабрики та гравець французького рейтингу Жорж Козон, визнав його талант і зголосився тренувати його. Він увійшов до свого першого місцевого турніру в 1920 році, де у фіналі зустрів свого наставника. Потім Коше виграв серію матчів в Екс-ле-Бен. У 1921 році він вирішив взяти участь у Парижі, який був центром тенісного життя, і зареєструвався на турнірі французьких критих кортів другосортного розіграшу, в якому дійшов до фіналу, де переміг Жана Боротру в п'яти сетах. Це кваліфікувало його для участі на закритому чемпіонаті Франції 1921 року, де він повторив свою перемогу над Боротром і згодом прорвався до десятки найкращих французьких рейтингів наприкінці року. Також у 1921 році він виграв військовий чемпіонат Франції. Тим часом його сестра Еме (Шарпенель) Коше також стала тенісисткою і брала участь у головному розіграші чемпіонату Вімблдону 1930 року.

## Тенісна кар'єра

### Видатне місце (1922—1926)
Незабаром після виходу на любительську сцену Коше виграв усі можливі великі турніри епохи. У лютому 1922 року відправився на Всесвітній Чемпіонатах критих кортів в Санкт — Моріц в Швейцарії, де він переміг Боротра і сформував команду з ним, щоб отримати парний трофей проти Жака Бруньйона і Марселя Дюпонта. Він здійснив потрійний подвиг на чемпіонаті світу 1922 року у Брюсселі, перемігши графа Мануеля де Гомара у фіналі одиночного розряду та тріумфуючи у парному розряді, співпрацюючи з Жаном Боротрою та Сюзанн Ленглен відповідно. Після свого успіху за кордоном Коше претендував на закритий чемпіонат Франції, перемігши у фіналі захисника чемпіона Жана Самазейла. Згодом Коше очолив французький рейтинг. У червні 1922 року він дебютував у складі французької збірної Кубка Девіса проти Данії і виграв як свій сингл, так і парний матч. У наступному раунді команда лише складалася з нього та Андре Гоберта і потрапила до австралійської команди. Коше також виявив помірний успіх у незначних турнірах; на чемпіонаті Півдня Франції програв російському графу Михайлу Сумарокову-Елстону. На чемпіонаті Лазурного берега Коше розгромив англійця Моргана з його першим титулом на Рів'єрі.
У лютому 1923 року Коше зберіг титул чемпіонату світу з критого корту, перемігши Джона Б. Гілберта у фіналі. 1 квітня 1924 року він зустрівся з Рене Лакостом на матчі у Каннах і переміг свого співвітчизника в прямих сетах. На літніх Олімпійських іграх 1924 року Коше виграв срібну медаль як в одиночному розряді, так і в парному розряді зі своїм товаришем по команді Боротрою, тоді як Вінсент Річардс взяв золото для Сполучених Штатів в обох заходах, поєднавшись із Френком Хантером. Наприкінці року він став першим гравцем Франції поряд з Лакостом та Боротрою. Через свої ділові справи та травми Коше пропустив більшу частину сезону 1925 року. Міжнародний чемпіонат Франції того року ознаменувався першим випадком фіналу всіх чотирьох мушкетерів у парному розряді чемпіонату, де Бруньйон та Лакост перемогли Коше та Боротру. У січні наступного року Коше переміг Генрі Майєса за новий чемпіонат Каннського корту і повторив цей подвиг у перший день лютого у фіналі каннського турніру Gallia LTC. У березні за свою першу ментонську корону він взяв участь у п'ятисерійному бою проти чемпіона Угорщини Бели фон Керлінга і переміг. Наступного тижня Коше знову виграв на Parc Impérial, де, незважаючи на перемогу в парному розряді з Джулі Власто та чемпіоном Італії Умберто де Морпурго, він опустив одиночний розряд до останнього партнера по парному розряду. Тиждень потому на чемпіонаті Лазурного берега він здолав чемпіона Швейцарії Чарльза Ешлімана в прямому заліці, закінчуючи поєдинок любовним набором. Коше також виграв змішаний титул з Хелен Уіллз. У вересні 1926 року на національний чемпіонат США вторглися найкращі гравці Франції, і кожен з них дійшов до чвертьфінальної стадії. Їх противниками були американці Білл Тілден, Вінсент Річардс, Білл Джонстон і Норріс Вільямс. У так званий «чорний четвер» троє американців поступилися французам, Коше переміг Тилдена, закінчивши свою шестирічну серію перемог на Форест Хіллз і програв лише співвітчизнику Лакосту, який став першим іноземним чемпіоном США після Лоуренса Доерті в 1903 році. На чемпіонаті Франції 1926 р. у червні він скинув Рене Лакоста як володаря титулу і знову досяг першого місця у французькому рейтингу. Через місяць він отримав свій перший не франкомовний титул у парному чемпіонаті Вімблдону 1926 року, граючи з Жаком Бруньйоном.

### Ера чотирьох мушкетерів (1926—1933)

#### Міжнародний успіх (1926—1927)
Після перемоги на чемпіонаті світу на твердих і глинистих кортах у 1922 році Коше посів 6 місце списку десяти найкращих у світіa , та 9-е місце у 1924 р. але лише після перемоги у парному розряді Вімблдона він потрапив у трійку найкращих у 1926 р. та другий у світі у парному розряді з Жаном Боротрою. Він розпочав своє навчання у 1927 році в Каннах у січні, збираючи послідовні серії кубків Французької Рив'єри, включаючи потрійну перемогу у короні в клубі «Метрополь» та клубі «Карлтон», та парному розряді в LTC New Courts. Він продовжив з потрійною короною в Gallia LTC також у Каннах та другим потрійним подвигом у тенісному клубі Nice Lawn. Коше тріумфував на парних змаганнях у готелі «Бристоль» в Больє в середині лютого. У Марселі його засмутив Крістіан Бус у півфіналі. У квітні на чемпіонаті Баскського баскетболу в По він здолав Едуардо Флакера в одиночному розряді, а разом з Жаком Бруньйоном фінішував другим за іспанським дуетом Флакер і Раймундо Моралес-Маркес, а змішані також дісталися Коше і Жермен ле Конте. У червні Четверо мушкетерів провели другий загальнофранцузький фінал парних розрядів чемпіонату Франції 1927 року, де Коше та Бруньон обіграли Боротру та Лакоста.
Всі ці досягнення стали прелюдією до чемпіонату Вімблдону 1927 року, коли в послідовних раундах четвертий «посівний» Коше переміг двох провідних американців Франка Хантера і Білла Тилдена і, нарешті, Жана Боротру у чудових п'яти матчах, кожен з яких мав перевагу в двох сетах проти нього. Тілден подавав на матч, ведучи з рахунком 5–1 у третьому сеті та маючи матчевий м'яч. У фіналі Боротра залишив шість матч-очок неперетвореними, щоб відкрити шлях до його відродження. Коше встановив остаточний рекорд повернення на Вімблдон, який тримається донині. Потім він знову зустрівся з Хантером і Тілденом у фіналі парного розряду, цього разу він об'єднав зусилля з Жаком Бруньйоном і програв чемпіонат, незважаючи на наявність матчевого очка. Це була перша з трьох послідовних зустрічей між французькою та американською командами, оскільки на початку вересня у США відбувся фінал Кубка Девіса 1927 року, де команда Кубку США під керівництвом Тілдена та Хантера зіткнулася зі складною командою мушкетерів. Франція виграла 3:2, а Коше переміг у вирішенні рішення проти Білла Джонстона і повернув Кубок Девіса Франції вперше з 1920 р. Через пару днів французька трупа поїхала брати участь у національному чемпіонаті США в тенісному клубі Вест-Сайд у Нью-Йорку. Коше та Ейлін Беннет стали чемпіонами змішаних пар. Повернувшись додому в перший тиждень жовтня, Коше помстився Крістіану Буссу під час їх другої зустрічі у фіналі паризького Coupe Porée. Того ж тижня він посів третє місце у світі другий рік поспіль, хоча цього разу він фінішував попереду співвітчизника Боротри. У листопаді він переміг на швейцарських Критих кортах у короткому двадцятип'ятихвилинному фіналі проти Дональда Грейга.

#### Проривний сезон (1928–29)
1928 рік став першим роком гегемонії Коше у світовому рейтингу. Першим його перерахували Рене Лакост і Білл Тілден. Це був результат його загального сезону, який, як зазвичай, розпочався на Французькій Рив'єрі. До цього він був прийнятий до клубного розігріву клубу Queen — Спортивного клубу Парижу. Він сприяв перемозі парижан завдяки двом змішаним та одиночним перемогам. Наступного місяця він помітив майже всі доступні титули на Рів'єрі з лютого по березень. Він розпочав тур, вигравши свій перший змішаний титул LTC New Courts разом зі своєю партнеркою з чемпіонату США Ейлін Беннет. У лютому він успішно захистив свій клуб «Метрополь» та «Gallia L.T.C.» в одиночному розряді, двічі поспіль перемігши Генрі Майєса. У Кубку Монако в заміському клубі La Festa Коше перевернув ситуацію з двох сетів проти двократного діючого чемпіона Бели фон Керлінг, першої зустрічі суперництва, що тривала вперед у році. Вони обидва дійшли до фіналу змішаних пар, який залишився не зіграним, і приз був розділений. Пара Коше — Бруньйон також виграла там Кубок Батлера (зарезервований для парних пар тієї ж національності). На турнірі Nice Lawn Tennis Club вони знову зібралися для одиночного змагання, і Коше виграв у прямих сетах. Коше завершив там свою другу потрійну корону. У Ментоні на офіційному чемпіонаті Рив'єри можливий переможець одиночного розряду Фон Керлінг та колишній чемпіон Данії Ерік Ворм захистили Коше та Графа Салма у фіналі парного розряду. У поєднанні фон Керлінг і Кіллі Аусем перемогли досвідчений дует Коше-Беннетт. Третій трофей Лазурного берега йому було вручено після того, як Отто Фройцхайм відправився додому до фіналу і дав йому змогу. Тиждень пізніше на 50-му чемпіонаті Канн він вийшов у фінал, щоб знову зіткнутися з Генрі Майесом, але через непорозуміння він запізнився на 10 хвилин і був вилучений з турніру. Згодом він програв поєдинок у змішаному парному розряді разом із Філліс Саттертуейт і знайшов форму лише у парному розряді з Джеком Хілліардом за рахунок їхніх супротивників Графа Салма та Ворма. У квітні в Біаррице турнір Кош розгромив співвітчизник Роджер Джордж в чотирьох сетах. Він переміг у Марселі проти Еммануеля Дю Пле і в поєднанні з Кіллі Аусем. Результатом турніру LTC в Мірамарі в Жуан-ле-Пен став фінал у трьох сетах між Рене Галлепе з Монако та Коше і завершився на користь француза.
Потім Коше взяв участь у змаганнях по всій Європі. Оскільки чинний чемпіон, французька команда Кубка Девіса провела лише один запланований виклик протягом сезону і могла пропустити попередні раунди. Лакост і Коше вийшли на чемпіонат Великої Британії на харді. Пат Спенс усунув Коше в півфінальній стадії, але у фіналі програв Лакосту. Коше та Беннет отримали титул змішаного парного розряду. У травні він прийняв виклик «один на один» і у парному розряді з Белою фон Керлінг та угорською командою Кубка Девіса в Будапешті. Перед місцевим натовпом у 3000 чоловік Коше виграв у чотирьох сетах проти домашнього фаворита. У парний матч між Вон Кехрлінг — Йене Петері і Коші — Роджер Дані було призупинено на невизначений термін з — за поганих умов освітлення в один сет кожного. Наступна зупинка була у Відні, де він виграв австрійський міжнародний чемпіонат. Повернувшись додому, він забезпечив собі титул міжнародного чемпіонату Франції, подолавши Лакоста у фіналі в чотирьох сетах. У парному розряді виграли Жан Боротра та Жак Бруньон, незважаючи на зусилля Коше та Рене де Бузеле. Партнер Коше та партнер Беннетт додав французьким суворим кортам змішаний титул до своїх наборів нагород після перемоги над Хелен Уіллс, чемпіонкою світу серед жінок, та Френком Хантером, гравцем No2 USLTA у матчі чемпіонату з трьох сетів. 6 липня на чемпіонаті Вімблдону 1928 Лакост зрівняв перемогу над Коше і позбавив його титулу. Коше і Беннетт програли в змішаному чвертьфіналі. Після тріумфу 1926 року Коше та Бруньон знову виграли парний розряд над Джеральдом Паттерсоном та Джоном Хоуком. В кінці липня в раунді виклику Кубка Девіса на «Ролан Гаррос» мушкетери, за відсутності Бруньона, розгромили США, щоб утримати трофей у власності Франції. Коше виграв усі три свої гри.
Закордонна кампанія Коше розпочалася на національному чемпіонаті США, який він утримував за Францію втретє. Його опонентом у фіналі став Френк Хантер, який зазнав поразки у п'ятисерійному матчі. У жовтні французьке зверхність продовжувалася разом з ним, а Крістіан Бус, поділившись фінальним тихоокеанським південно-західним чемпіонатом Лос-Анджелеса, також претендував на цей титул. На початку грудня Racing Club de Paris, клуб Коше, відвідав Гамбург на міжклубному матчі. Французька команда поїхала з переконливою перемогою над німецькими топ-гравцями; рахунок був одинадцять до одного. В останні дні грудня він закінчив рік у Парижі. У фіналі Жан Боротра поступився Коше.

#### Французьке домінування
Сезон 1929 року розпочався не таким бездоганним, як попередній; 20 січня Жан Боротра переміг Коше у своєму першому фіналі турніру на Бельгійському критому корті, для вирішення якого потрібно було п'ять сетів. Коше виграв турнір «Галлія» в четвертий раз і «Кубок Монте-Карло» вдруге, вилучивши італійських тузів Джорджо де Стефані в півфіналі та Умберто де Морпурго для колишніх чемпіонатів і де Морпурго знову для останнього. Він також вперше захистив свій змішаний титул у Монако, а третій — Кубок Батлера. Але він програв у Рубе і в Біарріці Крістіану Буссу (5-й у французькому рейтингу b ) та П'єру Анрі Ландрі (7 місце у французькому рейтингу c ) відповідно, що викликало занепокоєння та дозволило газетним спекуляціям щодо втрати форми. У Берліні на клубному турнірі Rot-Weiss він переміг Родеріха Менцеля в одиночному розряді та зіграв парний розряд із Жаком Бруньйоном. Єдина його поразка відбулася у змішаному парному розряді з Кіллі Аусем проти товаришів по команді Бруньона та Боббі Хайне, які пішли на три сети. Він успішно захистив чемпіонат Австрії проти Франца Вільгельма Матейки та претендував на парний розряд з Роджером Дане. Він претендував на чемпіонат Чехословаччини від земляка Крістіана Бусса. Вони об'єднали зусилля і разом виграли парний розряд.
У травні на 34-му чемпіонаті Франції чоловічий парний турнір відбувся першим. Завдяки перемозі Лакоста — Боротри над Тільденом — Хантером та Коше — легка перемога Бруньйона над Грегорі — Коллінз у півфіналі забезпечив мушкетерам третій фінальний поєдинок. На жаль для Коше у п'ятому сеті вони подавали на матч і мали в грі тридцять любові, коли Бруньон пропустив легкий м'яч, коли на кону були три очки. Лакост і Боротра відродилися з цього моменту і закрили остаточний сет 8–6. В одиночному розряді його Боротра вивів із змагань у півфіналі і, таким чином, не зміг зберегти свій титул. Однак Коше не залишив без трофею, оскільки змішаний чемпіонат заробили він та Ейлін Беннетт Уіттінгсталл.
Потім Коше вирушив у червні на виставковий тур по Центральній Європі, граючи в Будапешті, Белграді та Відні.

##### Суперництво з командою США
Коше був висіяний першим на чемпіонаті Уімблдону 1929 року. Він пройшов попередні раунди, провівши лише один п'ятий сет проти чемпіона Ірландії Джорджа Літтлтон-Роджерса. У чвертьфіналі він обіграв Хендріка Тіммера в прямому заліку, потім Білла Тілдена в півфіналі також у прямому заліку та другого посівного співвітчизника Жана Боротру за чемпіонат у своєму третьому поспіль перемозі в сетах. Незважаючи на це, він програв 63 гри протягом усього турніру, що було найбільшим серед посівних гравців (третій посівний півфіналіст Тілден втратив лише 27). У парному розряді він дійшов до чвертьфіналу з Жаком Бруньйоном, але був побитий Уїлмером Елісоном та Джоном Ван Раном, які згодом стали чемпіонами. У розіграші парного розряду змішані володарі титулів Коше та Ейлін Беннетт Уіттінгстал програли Джоану Фрай та Яну Коллінзу у трьох сетах. Перемога в одиночному розряді стала шостим поспіль часом, коли французький гравець виграв Вімблдон, і п'ятим, коли фінал був між двома французами, відлічуючи від першої французької перемоги в 1924 році. Кілька днів потому у Регентському парку найкращі гравці Вімблдону взяли участь у виставковому заході для збору коштів для дітей британських калік.
У липні команда Франції була викликана командою Сполучених Штатів у триденному фіналі Кубка Девіса 1929 року. 26 липня 12 000 людей спостерігали за першим днем зустрічі на стадіоні «Ролан Гаррос». Французька команда вийшла вперед, коли Боротра обіграв Джорджа Лотта. Другий матч був запланований між Коше та Тілденом. Американець стартував погано; він не зміг виграти жодного очка в першій грі, Коше взяв сет. У другому Тілден здійснив бекхенд, але це не дало результату, і він програв і цей сет, шість геймів одному. Тілден спирався на подачах, але був здатний тільки виграти шість ігор в усьому матчі, коли він втратив третій набір шести до двох. Згідно з сучасною статистикою Коше не потрапляв у невимушені помилки помилок під час матчу. Наступного дня капітан Франції П'єр Жиллу відправив Коше та Боротру за парною розрядом. Коше був виснажений і показав протилежну форму порівняно з попереднім днем. Незважаючи на всі зусилля свого партнера Боротри, Коше вдарив більшість м'ячів у сітку. Американський дует Вілмер Еллісон і Джон Ван Райн здобув перемогу в три сети. Третій день Тілден врятував надії на свою команду, коли переміг Боротру перед 15000 натовпом. Вирішальна гра була між Коше та Джорджем Лоттом. Коше виграв у чотирьох сетах і втретє претендував на Кубок Франції.
Після поєдинку Кубка Девіса Коше грав лише в незначних турнірах та парних поєдинках. Він виграв одиночний розряд у Ла Болі проти Реймонда Роделя та змішаний пар у Валь-ле-Бен. Родель, Коше, Жак Бруньон та П'єр Анрі Ландрі, представляючи Паризький гоночний клуб, відплили до Японії на серію товариських матчів проти японської команди Кубка Девіса, де Коше зазнав раптової поразки проти Такейчі Харади. Потім вони відвідали Індію, щоб на серії виставок зіткнутися з командою індійського Кубку Девіса. Коше виграв усі свої матчі. У 1929 р. Коше було зайнято перше місце в декількох журналах, особливо серед журналів A Wallis Myers, угорського тенісного журналу Tennisz és Golf, який редагував Бела фон Керлінг і в списку суперника Білла Тільдена. Очевидно, він також очолював французький рейтинг. У грудні він був призначений почесним членом USLTA в Нью-Йорку.
На початку 1930 року Коше вирішив відпочити і брати участь лише у парних змаганнях. Він виграв у Gallia LTC, Carlton LTC (також у змішаному парному розряді з Елізабет Райан). Його єдиною поразкою в одиночному розряді став міжнародний чемпіонат Бельгії від Жана Боротри. Його найуспішніший чемпіонат Франції відбувся цього року, коли він був близький до того, щоб здобути потрійну корону після перемоги в одиночному розряді над Біллом Тілденом, у парному розряді з Жаком Бруньйоном над Гаррі Хопманом та Джеймсом Віллардом, а також був фіналістом змішаного турніру. На чемпіонаті Вімблдону 1930 він був першим посівним, але достроково вийшов після прямої програшної боротьби з Вілмером Елісоном у чвертьфіналі. У парному розряді Коше — Бруньон програв у півфіналі, а також у змішаному парному розряді з Ейлін Беннетт Віттінгсталл.
Граючи в теніс, він почав тренувати добровольців, навчаючи французьких дітей у Парижі щонеділі. У шостому поспіль фіналі Сполучених Штатів Америки — Франції в Кубку Девіса американська команда чудово стартувала завдяки Біллу Тілдену, який передав Боротрі першу втрату. Коше зрівняв рахунок з Джорджем Лоттом, вигравши в прямих сетах. У парному розряді Коше — Бруньон був відібраний для змагання з чемпіонами Уімблдону Джоном ван Раном та Вілмером Елісоном. Всупереч очікуванням, саме Боротра був двигуном французької пари. Він виграв кожен сервісний гейм, за винятком третього сету, де Коше допустив багато помилок у сітці, і французька пара здобула перемогу. Боротра вразив французьких глядачів, обігравши Лотта та утримавши Кубок у Франції ще рік. Мертву гру між Коше і Тілденом виграв перший. Наприкінці року Коше зайняв перше місце перед Уоллісом Майєрсом та П'єром Гіллу, але посів друге місце в неофіційному списку Білла Тілдена після Боротри.

#### Проблеми зі здоров'ям
У 1931 році Коше зберіг парний розряд «Карлтон ЛТК» з Бруньйоном. У березні він переміг Джорджа Літтлтон-Роджерса за третю корону Кубка Монако. З Ейлін Беннетт Уіттінгсталлом вони стали коронованими змішаними переможцями. Коше вперше став чемпіоном датських критих кортів, перемігши в Копенгагені національного чемпіона Данії Айнера Ульріха. Він також виграв змішаний конкурс разом із Сімоне Барб'є. Його запросив його рідний клуб ФК «Ліон» на міжклубний матч з німцем Уленгорстером Кліппером. Коше виграв усі три свої матчі. У паризькому клубі Moncean він співпрацював з Полом Фере та Колетт Розамбер, а також змішав парний та мікст-пар.
В середині сезону цюріхська газета Спорт назвала 15 найкращих європейських гравців, а Коше назвала першим (Боротра другим, Бруньйон — дев'ятим). У той час Коше боровся з травмою плеча. До 50 — річчя Wiener Парк клубу Відня турнір був організований з міжнародним складом. Два найбільші претенденти Коше і Родеріх Менцель зустрілися у фіналі, Коше повернувся з одного підходу, щоб підняти трофей. Потім він гастролював по Європі, роблячи покази в Клуж-Напоці, Будапешті та Празі. Через гарячку та біль у горлі Коше пропустив чемпіонат Франції. Він не видужав від своєї хвороби до другого міжнародного чемпіонату Італії, але це не завадило Коше записатися на змагання. Після того, як володар титулу Тілден став професіоналом та станом Коше, чемпіонат легко дістався Джорджу Патріку Хьюзу. Коше також увійшов у фінал парного розряду, але його партнер Андре Мерлін не зміг компенсувати погану форму Коше, і вони програли Альберто Дель Боно та переможцю одиночного розряду Х'юзу.
Після цих втрат Коше взяв два тижні перерви для відновлення. Незважаючи на решту на чемпіонаті Уімблдону 1931 року, він шокував тенісний світ, програвши в самому першому раунді Найджелу Шарпу. У змішаному парному розряді Коше та Ейлін Беннетт Уіттінгстал були не успішнішими, опустившись у четвертому раунді. Фінал парних розрядів залишився непереможеним для Бруньйона та Коше, оскільки команда Джорджа Лотта та Джона Ван Рина повернулася з рахунку 3–2 у п'ятому сеті, щоб виграти матч. У липні Четверо мушкетерів були готові виступити в п'ятий раз у фіналі Кубка Девіса. Цього разу суперником була британська команда Кубка Девіса. У першій грі Коше зіткнувся з двома сет-балами для лідерства Банні Остіна в двох сетах, але відбився, щоб отримати другий сет і виграв наступні два за матч. Фред Перрі бився через Боротру, тоді як парні виграли Коше та Бруньон. Остін повернув британські надії після перемоги в чотирьох сетах над виснаженим Боротрою. Матч кілька разів призупинявся через дощ, що зробило майданчик майже непридатним для гри, що залишило свій слід на вирішальній грі між Коше та Перрі. Постійний невеликий дощ у першому сеті змусив Перрі скинути сет з переваги 4–1. Другий сет дістався Перрі після того, як він використав простріли в якості контратаки для сітки Коше. Третій і четвертий сет одержав Коше, який дав французькій команді п'ятий поспіль Кубок Девіса.
Незважаючи на свій бурхливий рік, Коше зайняв перше місце за версією журналу A Wallis Myers, журналу Sport Цюріха (як європейського, так і світового рейтингу) та П'єра Жилу.

#### Суперництво з Вайнз та професіоналізм
Протягом 1932 року Коше обмежив свій графік виступами на Кубках Монако, Чемпіонаті Франції, Уімблдоні, Національному Чемпіонаті США та Кубку Девіса та незначному турнірі в Парижі. У Монако трофей Батлера виграли Коше та Жак Брюньон проти чехословацького дуету Родеріха Менцеля та Ференца Марсалека. Змішаний парний розряд отримали Коше та Колетт Розамберт після відставки Бели фон Керлінг та Елізабет Райан перед матчем через біль у ногах Райана. Після цього вдалого старту Коше зайняв перше місце у П'єра Гіллу прямо перед Елсворт Вайнз і Банні Остіном.
На початку червня він виграв свій п'ятий і останній чемпіонат Франції, обігравши Джорджо де Стефані у фіналі в чотирьох сетах. Коше також виграв свій третій чемпіонат Франції у парному розряді, цього разу з Жаком Бруньйоном. У змішаному поєдинку він дійшов до останніх чотирьох партнерів Ейлін Уіттінгсталл і вийшов проти Фреда Перрі та Бетті Натхолл. Його комбіновані рекордні десять титулів збірної Франції з 17 матчів титулу найбільше перебувають серед гравців чоловічої статі.
Через пару тижнів наприкінці червня в одиночному розряді Вімблдону він знову зазнав раптової втрати від Яна Коллінза у другому турі. У змішаному поєдинку Коше та Уіттінгстал програли у півфінальному етапі, цього разу Енріке Майєру та Елізабет Райан. Одиночний конкурс виграв Ellsworth Vines, його перший неамериканський титул. Американська команда Кубку Девіса вирушила назад до Франції, щоб кинути виклик чинному власнику на Стейд Ролан Гаррос. Французькі мушкетери забезпечили кубок шостий і останній раз після чотирьох ігор, програвши лише парний матч. Коше і Вайнз зустрілися в мертвій п'ятій грі. Сутичка між ними була однією з небагатьох зустрічей, яка згодом вирішально позначилася на рейтингу. Вайнз покращив результат своєї команди, перемігши Коше в п'яти сетах. Потім двоє головних чемпіонів Європи зустрілися у фіналі фіналу національного чемпіонату США у вересні. Вайнз зберіг національний титул вдома, коли виграв другу перемогу — прямі перемоги над Коше 6–4. Згодом Вайнс та Кіт Гледхілл перемогли Коше та Марселя Бернарда у фіналі парного розряду. Коше та Вірджинія Райс вибули у змішаному півфіналі, поки Вайнз дійшов до фіналу. Ці втрати запечатали долю рейтингу на кінець року.
У листопаді Коше брав участь лише у турнірі Toussaint, який проходив у тенісному клубі Парижу, поряд із Колетт Розамбер, з якою програв Жану Боротрі та його більш досвідченій партнерці-жінці Хелен Уіллс Муді. У 1932 році вперше Коше зійшов з вершини хіт-парадів після зміни місця на Вайнза. У червні 1933 року Коше, висіявся першим, відмовився від титулу чемпіонату Франції австралійцю Джеку Кроуфорду, який переграв його у фіналі в трьох підряд, ставши першим не французьким гравцем, який володів ним. У липні французька команда вперше з 1927 року програла Кубок Девіса. На очах у рідних натовпів на глиняних кортах Ролан Гаррос, але без Лакоста та Боротри французька команда програла з рахунком 3:2 Великій Британії. Коше був розгромлений Фредом Перрі та переміг проти Банні Остіна, обидва у п'яти сетах. На чемпіонаті Вімблдону 1933 року № Вайнз виграв у Коше, який був посіяний третім, поспіль у півфіналі. Це був третій раз поспіль, коли Вайнз обіграв Коше. Ці події ознаменували кінець епохи чотирьох мушкетерів.

### Професійна кар'єра (1933—1939)
1933 рік
9 вересня 1933 року Коше перетворився на професіонала, підписавши контракт з Tilden Tennis Tour на гарантований щорічний внесок у розмірі 25 000 фунтів стерлінгів, і він приєднався до команди Білла Тілдена та Мартіна Плаа. Хоча він все ще фігурував у світовому рейтингу любителів, опублікованому 20-го числа місяця, де він стояв на одному місці позаду Еллсворта Вайнза під номером шість, Коше також був у списку П'єра Жийо на четвертому місці.Коше дебютував у професійному матчі у франко-американському матчі 22 вересня і переміг Брюса Барнса. Через три дні він програв Тілдену в прямих сетах. Він також виступав на Французькій Рив'єрі з «Плаа» з матчами вперед і назад по всій Франції. . 10 жовтня Тілден вивів Вайнза на професійний тур, а з того часу Коше і він знову змагалися в рамках тієї самої ліги.
1934 рік
На початку 1934 року Коше продовжив демонстрацію в Сантьяго та Віна-дель-Мар, де йому кинули виклик брати Піло Факонді та Періко Факонді, провідні професіонали Чилі, котрі програли по два матчі проти Коше. Плаа і Коше повернулись у лютому до Медісон-сквер-гарден, де Вайнз і Тілден вже тренувались і чекали на них. У Нью-Йорку Вайнз і Тілден обіграли Коше в чотирьох та п'яти сетах відповідно, а американці також перемогли у парному розряді над французькою парою. Під час десятимісного туру по Сполучених Штатах та Канаді матч Тілден-Коше завжди був головним пристосуванням. Тілден закінчив тур як переможець із вісім-два проти Коше. У квітні в Провіденсі Коше зіграв з Венсаном Річардсом в одиночному розряді, а з Плаа зіграв Барнс та Річардс, обидва матчі призвели до перемоги французів у двох сетах. Коше і Річардс здійснили тури в Північній Америці в квітні та травні.
Перший офіційний турнір нового турнірного турніру відбувся у травні в тенісному клубі Park Avenue, штат Нью-Йорк, і отримав назву Eastern Pro Championships. Коше фінішував на четвертому місці у заключному турі. Наприкінці травня у Філадельфії відбувся турнір середніх штатів у своєму крикет-клубі Germantown; Коше вийшов у півфінал, де перевага Тілдена виявилася його втратою. Потім Коше відплив додому до Франції і, отже, пропустив чемпіонат США з тенісу. Натомість він вирішив збирати гроші на виставкових матчах у Гавані, Гаїті та Мартиніці по дорозі додому. У серпні у Франції офіційний тур продовжився в Байонні, де Коше відмовився від своїх двох одиночних поєдинків з Тилденом та Кітом Гледхіллом перед натовпом. У вересні було заплановано командне змагання з Марселя, де Коше програв Тілдену, зрівняв рахунок проти Гледхілла і знову програв у парному розряді з Плаа американцям, які також здобули остаточну перемогу. Через два тижні в турнірі з одним вибором у рідному футбольному клубі Коше, він майже порадував натовп домашньою перемогою, але Тілден вкрав другий і третій сет, щоб зіпсувати подвиг. Згодом Коше страждав на хворобу і пропустив наступні події. Протягом усього сезону Коше заробив загалом 17 381 доларів.
1935 рік
Більшу частину 1935 року Коше провів з промо-туром по всьому світу, спонсорованим французьким урядом, до якого входили Єгипет, Індія, Ост-Індія, Сінгапур, Філіппіни, В'єтнам, Китай та кінцевий пункт призначення Австралазія. У кортах Мілтона в Брисбені його запрошеним суперником був нещодавно перетворений професіонал Джек Каммінгс, з яким він бився двічі, закінчивши одного. Наступним суперником став Джеймс Віллард і поєдинок, проведений в Сіднейській затоці Рашкаттерс, що послужило менш важкою перемогою, ніж над Каммінгсом. У комбінованому світовому рейтингу серед любителів та професіоналів, опублікованому П'єром Гіллу, президентом Федерації тенісу (FFT), Коше посів 10-е місце.
1936 рік
У 1936 році Коше мав другий шанс повернути свою увагу, коли він був вперше посіяний чемпіонатом Франції після того, як Білл Тілден і Брюс Барнс не з'явилися через проблеми з поїздками. Коше пройшов чистий марш до фінального побиття Мартіна Плаа на шляху і зіткнувся з Робертом Рамійоном за титул. Врешті-решт він відсвяткував свій перший тріумф Pro Major після виходу з любительського класу. Він та його ірландський партнер Альберт Берк також були чемпіонами у парному розряді з перемогою над згаданими французькими професіоналами. Далі відбувся Міжнародний чемпіонат Великої Британії з футболу, де формат кругових турів привів до рішення між Коше та Гансом Нюслейном. Німець виявився нестримним, коли він забив 6–3, 6–2, 6–2 засмучений над Коше. Коше знайшов розраду в парному розряді, де завершив бездоганну серію кругових турів зі своїм товаришем по команді Рамійоном, особливо останній матч проти американської пари Лестера Стоефена та Білла Тілдена. Потім він проводив тенісні шоу по Радянському Союзу, включаючи Москву, Ленінград та Київ.
1937 рік
У червні 1937 року йому не вдалося захистити свій титул французького професіонала, оскільки Ганс Нюслейн забрав його у нього в трьох наборах. Фінал парного розряду був зіграний між «Стоефен-Тілден» і «Коше-Рамійон», коли в підсумку колишня команда стала коронованим чемпіоном. Потім Коше повторив радянський тур і пропустив німецький Pro та Кубок Боннарделя. Він повернувся до туру наприкінці вересня на Wembley Pro, де виграв один матч, а потім був вибитий на півфіналі стадії Тілден. Тоді Cochet був частиною досить безрезультатного італійського туру, його єдиною помітною перемогою стала Foro Italico проти Тілдена. В кінці листопада — на початку грудня 1937 року Тілден і Коше здійснили гастролі в Єгипті.
1938 рік
1938 рік був проведений здебільшого під час хедлайнових поїздок Коше-Тільдена в Азію та Ірландію. Коше також повернувся до Радянського Союзу втретє підряд, щоб прийняти тренерське підприємство, що виявилося короткотерміновим завданням, оскільки радянський уряд звинуватив його у шпигунстві та вислав.
1939 рік
В останній рік до Другої світової війни статус професіонала Коше дозволив йому прийняти прохання угорської команди Кубка Девіса стати її тренером. Потім його запросили на чемпіонат світу Pro, який проходив у Ролан Гаррос у червні — липні. Коше і Тілден були в одній половині жеребкування, і це створило чвертьфінальне зіткнення, яке Коше витіснили з турніру в п'яти сетах. Він та Рамійон мали удар у титулі парного розряду, але вони зіграли проти новачка Дона Баджа та ветерана Еллсворта Вайнса.

### Під час Другої світової війни (1939—1945)
У 1940 р. Франція була захоплена нацистською Німеччиною, і на короткий час Коше потрапив у військовий полон. Після звільнення йому не дозволили покинути країну. Він відкрив власний магазин спортивних товарів у Парижі і жив на фермі в околицях. Він давав тенісні трансляції і прийняв пропозицію уряду Віші очолити його молодіжну тенісну програму, а після цього стати уповноваженим з питань спорту, який організовував спортивні програми для депортованих французьких озброєних працівників. У грудні 1940 року в Парижі був організований перший відкритий тенісний турнір, що поєднував любительських та професійних гравців, де Коше програв Полу Фере. У грудні 1941 року він відновив свій статус любителя, наданий Французькою тенісною асоціацією. Це відповідало спортивній політиці режиму Віші, який виступав проти професіоналізму. Політикою керував Боротра, який був призначений Генеральним комісаром з питань освіти і спорту в серпні 1940 р.
У 1942 році було оголошено закритий чемпіонат Франції, а парний розряд виграли Коше та Бернар Дестремау. У 1943 році він дійшов до фіналу одиночного розряду серед тих самих громадян, програвши його Івону Петрі. Він також брав участь у благодійних матчах для збору коштів для в'язнів держав Осі. Наступного року Коше зустрівся з Петрою за титул і програв другий раз поспіль. В останньому чемпіонаті Франції у воєнний час він виграв титул у парному розряді разом з П'єром Пелліззою. Незважаючи на те, що він був відновленим аматором, він все ще посідав 9-е місце в першому офіційному рейтингу професіоналів, опублікованому Всесвітньою професійною тенісною асоціацією в 1945 році. Після закінчення Другої світової війни в Європі він зіграв свій перший міжнародний матч у Парижі проти Білла Сідвелла, який легко виграв.

### Останні любительські роки (1945—1958)
Повоєнне тенісне життя відновилося на Міжнародному різдвяному турнірі в Барселоні 1945–46 років, де Івон Петра обіграв Коше в чотирьох сетах. Вони зібралися для парного змагання, яке дісталося улюбленому домашньому дуету Хайме Бартролі та Педро Масіпу. На той час Коше був тренером Петри. У січні наступного року він вийшов у фінал парного розряду Міжнародного турніру Ешторіл у партнерстві з Робертом Абдесселамом. Вони зустрілися в одиночному розряді в березні на Міжнародному чемпіонаті Єгипту, де Коше переграв Абдесселама в прямих сетах. У липні він відсвяткував свій перший чемпіонський титул Нідерландів у Нордвейку переважною перемогою над Євстафієм Фанніном. У 1948 р. між ним та іспанцем Масіпом виникло суперництво. Вони зійшлися у фіналі чемпіонату Франції з критого корту, де було потрібно п'ять сетів, щоб вирішити результат на користь Масіпа. Також у квітні в Парижі Коше не вдалося здобути титул міжнародного чемпіонату, відкинувши його Марселю Бернарду. У 1948–49 роках Міжнародний різдвяний турнір Барселони Коше зустрівся з Масіпом у фіналі парних розрядів, де іспанська команда Масіп-Карлес надала перехід Коше і австралійцю Джеку Харперу. У квітні 1949 року Коше вибив Масіпа з Паризького міжнародного турніру в чвертьфіналі. Вони об'єднали зусилля у змаганні парного розряду, яке згодом виграли. У травні він знову зіткнувся з Масіпом у чемпіонатному матчі британського чемпіонату на харді і програв йому в чотирьох сетах. У серпні він був фіналістом одиночного та парного розряду на Міжнародному чемпіонаті Стамбула. В одиночному розряді його здолали Готфрід фон Крамм, а в парному — фон Крамм і Харпер. У грудні він нарешті придбав титул Барселони, обігравши Харпера в п'яти сетах.
Коше зіграв один із своїх останніх матчів на чемпіонаті Швейцарії на критому корті в Санкт-Моріці, повернувшись до місця свого першого тенісного тріумфу після 36-річної перерви. У віці 56 років зі своїм партнером Бернардом Дестремау йому вдалося пройти перший раунд парного змагання з перемогою 6–2, 6–1 над місцевими жителями Д. Вегсом та Х. Флурі. Пізніше того ж року Коше вийшов із тенісу.

## Особисте життя
Коше одружився з Жермен Дестійо 16 квітня 1926 р. Він навчив її грати в теніс, а пізніше вони разом брали участь у незначних турнірах. Окрім гри в теніс, Коше був любителем хокею на льоду. Він керував магазином спортивних товарів у Парижі. Коше також був час від часу тренером, і в 1930 році він раз на тиждень безкоштовно тренував юніорську збірну Франції, включаючи свого свояка Жоржа Дестійо, який того року виграв турнір на Нью-Мальдені. За спортивні заслуги у 1951 році він був нагороджений Червоною стрічкою Почесного легіону. Помер 1 квітня 1987 року у віці 85 років у Сен-Жермен-ан-Ле.

## Фінал Великого шолома

### Одиночний розряд: 10 (7 перемог, 3 поразки)
| Результат | Рік  | Чемпіонат                  | Поверхня | Суперник           | Рахунок                 |
| --------- | ---- | -------------------------- | -------- | ------------------ | ----------------------- |
| Виграш    | 1926 | Чемпіонат Франції          | Глина    | Рене Лакост        | 6–2, 6–4, 6–3           |
| Виграш    | 1927 | Вімблдон                   | Трава    | Жан Боротра        | 4–6, 4–6, 6–3, 6–4, 7–5 |
| Виграш    | 1928 | Чемпіонат Франції          | Глина    | Рене Лакост        | 5–7, 6–3, 6–1, 6–3      |
| Програш   | 1928 | Вімблдон                   | Трава    | Рене Лакост        | 1–6, 6–4, 4–6, 2–6      |
| Виграш    | 1928 | Національний чемпіонат США | Трава    | Френк Хантер       | 4–6, 6–4, 3–6, 7–5, 6–3 |
| Виграш    | 1929 | Вімблдон                   | Трава    | Жан Боротра        | 6–4, 6–3, 6–4           |
| Виграш    | 1930 | Чемпіонат Франції          | Глина    | Білл Тілден        | 3–6, 8–6, 6–3, 6–1      |
| Виграш    | 1932 | Чемпіонат Франції          | Глина    | Джорджо де Стефані | 6–0, 6–4, 4–6, 6–3      |
| Програш   | 1932 | Національний чемпіонат США | Трава    | Еллсворт Вінс      | 4–6, 4–6, 4–6           |
| Програш   | 1933 | Чемпіонат Франції          | Глина    | Джек Кроуфорд      | 6–8, 1–6, 3–6           |

### Парний розряд: 11 (5 перемог, 6 поразок)
| Результат | Рік  | Чемпіонат         | Поверхня | Партнер        | Суперники                     | Рахунок                   |
| --------- | ---- | ----------------- | -------- | -------------- | ----------------------------- | ------------------------- |
| Програш   | 1925 | Чемпіонат Франції | Глина    | Жак Бруньйон   | Жан Боротра Рене Лакост       | 5–7, 6–4, 3–6, 6–2, 3–6   |
| Програш   | 1926 | Чемпіонат Франції | Глина    | Жак Бруньйон   | Говард Кінсі Вінсент Річардс  | 4–6, 1–6, 6–4, 4–6        |
| Виграш    | 1926 | Вімблдон          | Трава    | Жак Бруньйон   | Говард Кінсі Вінсент Річардс  | 7–5, 4–6, 6–3, 6–2        |
| Виграш    | 1927 | Чемпіонат Франції | Глина    | Жак Бруньйон   | Жан Боротра Рене Лакост       | 2–6, 6–2, 6–0, 1–6, 6–4   |
| Програш   | 1927 | Вімблдон          | Трава    | Жак Бруньйон   | Френк Хантер Білл Тілден      | 6–1, 6–4, 6–8, 3–6, 4–6   |
| Програш   | 1928 | Чемпіонат Франції | Глина    | Рене де Бузеле | Жан Боротра Жак Бруньйон      | 4–6, 6–3, 2–6, 6–3, 4–6   |
| Виграш    | 1928 | Вімблдон          | Трава    | Жак Бруньйон   | Джон Хоукс Джеральд Паттерсон | 13–11, 6–4, 6–4           |
| Програш   | 1929 | Чемпіонат Франції | Глина    | Жак Бруньйон   | Жан Боротра Рене Лакост       | 3–6, 6–3, 3–6, 6–3, 6–8   |
| Виграш    | 1930 | Чемпіонат Франції | Глина    | Жак Бруньйон   | Гаррі Хопмен Джеймс Віллард   | 6–3, 9–7, 6–3             |
| Програш   | 1931 | Вімблдон          | Трава    | Жак Бруньйон   | Джордж Лотт Джон Ван Райн     | 2–6, 8–10, 11–9, 6–3, 3–6 |
| Виграш    | 1932 | Чемпіонат Франції | Глина    | Жак Бруньйон   | Крістіан Бусс Марсель Бернард | 6–4, 3–6, 7–5, 6–3        |

### Змішаний парний розряд: 5 (3 перемоги, 2 поразки)
| Результат | Рік  | Чемпіонат                  | Поверхня | Партнер                    | Суперники                          | Рахунок       |
| --------- | ---- | -------------------------- | -------- | -------------------------- | ---------------------------------- | ------------- |
| Програш   | 1925 | Чемпіонат Франції          | Глина    | Джулі Власто               | Сюзанна Ленглен Жак Брюньон        | 2–6, 2–6      |
| Виграш    | 1927 | Національний чемпіонат США | Трава    | Ейлін Беннет               | Хейзел Хотчкіс Вайтман Рене Лакост | 6–2, 0–6, 6–3 |
| Виграш    | 1928 | Чемпіонат Франції          | Глина    | Ейлін Беннет               | Хелен Уіллс Френк Хантер           | 3–6, 6–3, 6–3 |
| Виграш    | 1929 | Чемпіонат Франції          | Глина    | Ейлін Беннет               | Хелен Уіллс Френк Хантер           | 6–3, 6–2      |
| Програш   | 1930 | Чемпіонат Франції          | Глина    | Айлін Беннетт Уіттінгсталл | Кіллі Аусем Білл Тілден            | 4–6, 4–6      |

## Фінали ILTF

### Одиночні (3)
| Результат | Рік  | Чемпіонат                          | Поверхня | Суперник         | Рахунок                 |
| --------- | ---- | ---------------------------------- | -------- | ---------------- | ----------------------- |
| Виграш    | 1922 | Чемпіонат світу на жорсткому корті | Глина    | Мануель де Гомар | 6–0, 2–6, 4–6, 6–1, 6–2 |
| Виграш    | 1922 | Чемпіонат світу на критому корті   | Деревина | Жан Боротра      | 4–6, 2–6, 6–3, 6–2, 6–0 |
| Виграш    | 1923 | Чемпіонат світу на критому корті   | Деревина | Джон Б. Гілберт  | 6–4, 7–5, 6–4           |

### Парний розряд (3)
| Результат | Рік  | Чемпіонат                          | Поверхня | Партнер     | Суперники                     | Рахунок            |
| --------- | ---- | ---------------------------------- | -------- | ----------- | ----------------------------- | ------------------ |
| Виграш    | 1922 | Чемпіонат світу на жорсткому корті | Глина    | Жан Боротра | Ніколае Мішу Марсель Дюпон    | 6–8, 6–1, 6–2, 6–3 |
| Виграш    | 1922 | Чемпіонат світу на жорсткому корті | Деревина | Жан Боротра | Чарльз Мартін Арман С. Саймон | 2–6, 6–2, 6–1, 6–4 |
| Виграш    | 1923 | Чемпіонат світу на жорсткому корті | Деревина | Жан Куїтеас | Лейф Ровзінг Ерік Тегнер      | 6–1, 6–1, 7–5      |

### Змішані пари (2)
| Результат | Рік  | Чемпіонат                          | Поверхня | Партнер         | Суперники                         | Рахунок       |
| --------- | ---- | ---------------------------------- | -------- | --------------- | --------------------------------- | ------------- |
| Виграш    | 1922 | Чемпіонат світу на жорсткому корті | Глина    | Сюзанна Ленглен | Джеральдін Біміш Джон Гілберт     | 6–4, 4–6, 6–0 |
| Виграш    | 1923 | Чемпіонат світу на жорсткому корті | Глина    | Сюзанна Ленглен | Кітті Маккейн Годфрі Джон Гілберт | 6–2, 10–8     |

## Фінал Pro Slam
- Одиночний чемпіон: 1936 рік
- Одинокі віце-місце: 1933, 1937

## Графік виступу в одиночному розряді
Коше було заборонено брати участь в аматорських Великих шлемах, коли він приєднався до професійного тенісного кола в 1933 році.
(W) виграв; (F) фіналіст; (SF) півфіналіст; (QF) чвертьфіналіст; (#R) раунди 4, 3, 2, 1; (RR) круговий етап; (Q #) кваліфікаційний раунд; (A) відсутній; (NH) не проводиться. SR = коефіцієнт страйку (перемоги / змагання)
(OF) лише для французьких гравців
|                             | 1922                   | 1923                   | 1924                   | 1925                   | 1926                   | 1927                   | 1928                   | 1929                   | 1930                   | 1931                   | 1932                   | 1933                   | 1934                   | 1935                   | 1936                   | 1937                   | 1938                   | 1939                   | 1940                   | SR     | W–L    | Виграш % |
| Турніри Великого шлему      | Турніри Великого шлему | Турніри Великого шлему | Турніри Великого шлему | Турніри Великого шлему | Турніри Великого шлему | Турніри Великого шлему | Турніри Великого шлему | Турніри Великого шлему | Турніри Великого шлему | Турніри Великого шлему | Турніри Великого шлему | Турніри Великого шлему | Турніри Великого шлему | Турніри Великого шлему | Турніри Великого шлему | Турніри Великого шлему | Турніри Великого шлему | Турніри Великого шлему | Турніри Великого шлему | 7 / 22 | 97–15  | 86.6     |
| --------------------------- | ---------------------- | ---------------------- | ---------------------- | ---------------------- | ---------------------- | ---------------------- | ---------------------- | ---------------------- | ---------------------- | ---------------------- | ---------------------- | ---------------------- | ---------------------- | ---------------------- | ---------------------- | ---------------------- | ---------------------- | ---------------------- | ---------------------- | ------ | ------ | -------- |
| Australian Open             | A                      | A                      | A                      | A                      | A                      | A                      | A                      | A                      | A                      | A                      | A                      | A                      | A                      | A                      | A                      | A                      | A                      | A                      | A                      | 0 / 0  | –      | –        |
| French Open                 | OF                     | OF                     | OF                     | QF                     | W                      | SF                     | W                      | SF                     | W                      | A                      | W                      | F                      | A                      | A                      | A                      | A                      | A                      | A                      | NH                     | 4 / 8  | 37–4   | 90.2     |
| Wimbledon                   | 4R                     | A                      | A                      | SF                     | SF                     | W                      | F                      | W                      | QF                     | 1R                     | 2R                     | SF                     | A                      | A                      | A                      | A                      | A                      | A                      | NH                     | 2 / 10 | 43–8   | 84.3     |
| US Open                     | A                      | A                      | A                      | A                      | SF                     | 3R                     | W                      | A                      | A                      | A                      | F                      | A                      | A                      | A                      | A                      | A                      | A                      | A                      | A                      | 1 / 4  | 17–3   | 85.0     |
| Турніри Pro Slam            | Турніри Pro Slam       | Турніри Pro Slam       | Турніри Pro Slam       | Турніри Pro Slam       | Турніри Pro Slam       | Турніри Pro Slam       | Турніри Pro Slam       | Турніри Pro Slam       | Турніри Pro Slam       | Турніри Pro Slam       | Турніри Pro Slam       | Турніри Pro Slam       | Турніри Pro Slam       | Турніри Pro Slam       | Турніри Pro Slam       | Турніри Pro Slam       | Турніри Pro Slam       | Турніри Pro Slam       | Турніри Pro Slam       | 1 / 4  | 7–3    | 70.0     |
| U.S. Pro                    | Не проводиться         | Не проводиться         | Не проводиться         | Не проводиться         | Не проводиться         | A                      | A                      | A                      | A                      | A                      | A                      | A                      | A                      | A                      | A                      | A                      | A                      | A                      | A                      | 0 / 0  | –      | –        |
| French Pro                  | Не проводиться         | Не проводиться         | Не проводиться         | Не проводиться         | Не проводиться         | Не проводиться         | Не проводиться         | Не проводиться         | A                      | A                      | A                      | NH                     | A                      | A                      | W                      | F                      | A                      | QF                     | NH                     | 1 / 3  | 6–2    | 75.0     |
| Wembley Pro                 | Не проводиться         | Не проводиться         | Не проводиться         | Не проводиться         | Не проводиться         | Не проводиться         | Не проводиться         | Не проводиться         | Не проводиться         | Не проводиться         | Не проводиться         | Не проводиться         | A                      | A                      | NH                     | SF                     | NH                     | A                      | NH                     | 0 / 1  | 1–1    | 50.0     |
| Виграш–Програш              | 3–1                    | 0–0                    | 0–0                    | 8–2                    | 15–2                   | 12–2                   | 18–1                   | 11–1                   | 8–1                    | 0–1                    | 12–2                   | 10–2                   | 0–0                    | 0–0                    | 3–0                    | 3–2                    | 0–0                    | 1–1                    | 0–0                    | 8 / 26 | 104–18 | 85.2     |
| Національне представництво  |                        |                        |                        |                        |                        |                        |                        |                        |                        |                        |                        |                        |                        |                        |                        |                        |                        |                        |                        |        |        |          |
| Теніс на Олімпійських іграх | NH                     | NH                     | S                      | Не проводиться         | Не проводиться         | Не проводиться         | Не проводиться         | Не проводиться         | Не проводиться         | Не проводиться         | Не проводиться         | Не проводиться         | Не проводиться         | Не проводиться         | Не проводиться         | Не проводиться         | Не проводиться         | Не проводиться         | Не проводиться         | 0 / 1  | 4–1    | 80.0     |

## Нотатки
- a  Усі світові рейтинги з цього моменту посилаються на A Wallis Myers, якщо не зазначено інше.
- b c  На основі офіційного французького рейтингу на кінець року, складеного Fédération Française de Tennis, Жак Брюньйон і Крістіан Буссю розділили спільне четверте-п'яте місце, тоді як Еммануель Дю Пле і П'єр Анрі Ландрі були також на шостому та сьомому місцях.